# Black Friday (1910)
Pour les articles homonymes, voir Black Friday.

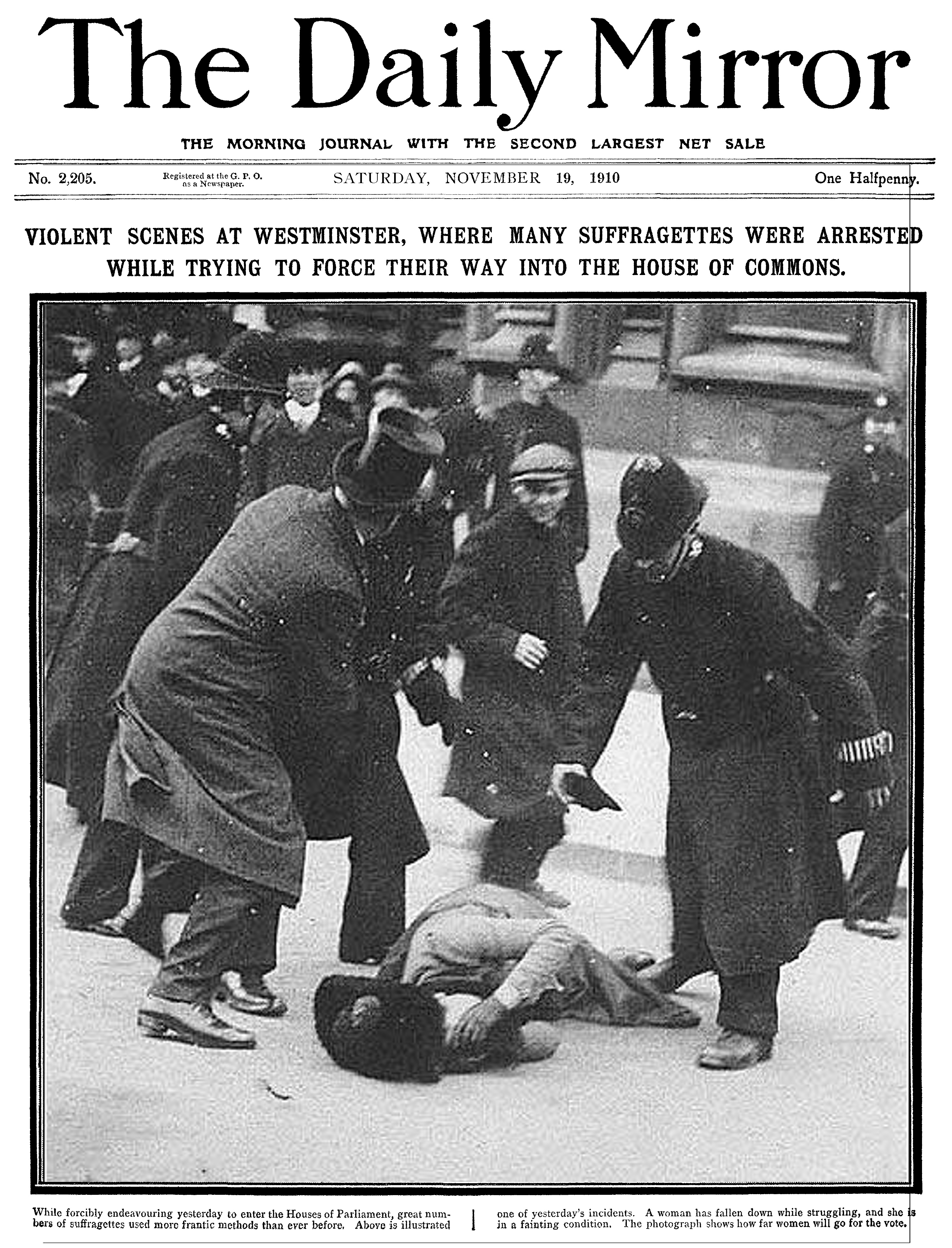
La première page du Daily Mirror, 19 novembre 1910, montrant une suffragette au sol.

Le Black Friday (« Vendredi noir ») est une manifestation de suffragettes à Londres le vendredi 18 novembre 1910, au cours de laquelle 300 femmes défilent devant le Parlement dans le cadre de leur campagne pour garantir le droit de vote des femmes. La journée tire son nom de la violence infligée aux manifestants, dont certains sexuels, par la police métropolitaine et des passants masculins.
Au cours de la campagne électorale de janvier 1910, H.H. Asquith — le Premier ministre et chef du Parti libéral — promet de présenter un projet de loi de conciliation (en) pour permettre une certaine mesure du suffrage des femmes aux élections nationales. Lorsqu'il revient au pouvoir, un comité composé de députés pro-suffrage féminin de plusieurs partis politiques est formé ; ils proposent une législation qui ajouterait un million de femmes au droit de vote. Le mouvement pour le droit de vote des femmes soutient la législation. Bien que les députés soutiennent le projet de loi et passent ses première et deuxième lectures, Asquith refuse de lui accorder plus de temps parlementaire. Le 18 novembre 1910, à la suite d'une rupture des relations entre la Chambre des communes et la Chambre des lords au sujet du budget de cette année-là, Asquith convoque de nouvelles élections générales et déclare que le parlement sera dissous le 28 novembre.
La Women's Social and Political Union (WSPU) voit cette décision comme une trahison et organise une marche de protestation vers le parlement depuis Caxton Hall à Westminster. Des lignes de police et des foules de passants masculins rencontrent trois cents manifestantes devant les chambres du Parlement ; les femmes sont attaquées pendant les six heures suivantes. De nombreuses femmes se plaignent de la nature sexuelle des agressions, notamment la torsion et le pincement des seins. La police arrête 4 hommes et 115 femmes, bien que le lendemain toutes les charges soient abandonnées. Le comité de conciliation est irrité par les récits et mène des entretiens avec 135 manifestants, qui décrivent presque tous des actes de violence contre les femmes ; 29 des déclarations contiennent des détails sur une agression sexuelle. Les appels à une enquête publique sont rejetés par Winston Churchill, alors ministre de l'Intérieur.
La violence peut avoir causé la mort ultérieure de deux suffragettes. La manifestation conduit à un changement d'approche : de nombreux membres de la WSPU ne sont pas disposés à risquer une violence similaire, ils ont donc repris leurs formes précédentes d'action directe - comme les jets de pierres et le bris de vitres - qui leur laissent le temps de s'échapper. La police change également de tactique : lors des manifestations futures, ils essayent de ne pas arrêter trop tôt ou trop tard.

## Contexte

### Women's Social and Political Union

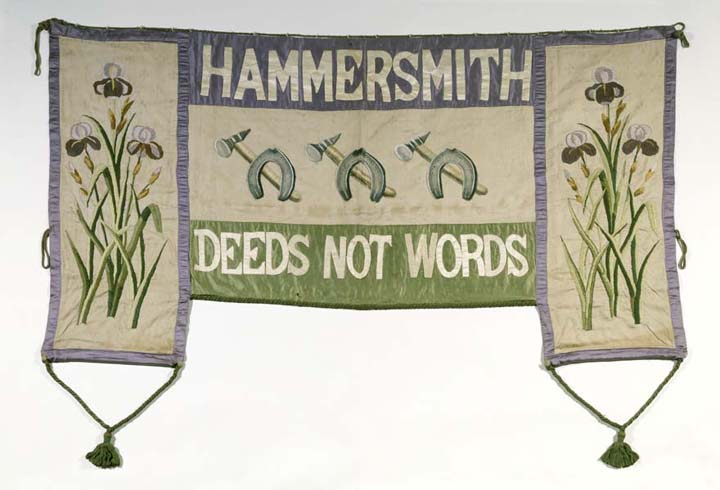
Bannière de la branche Hammersmith de la Women's Social and Political Union.

La Women's Social and Political Union (WSPU) est créé en 1903 par la militante politique Emmeline Pankhurst. À partir de 1905 environ — à la suite de l'échec d'un projet de loi d'initiative parlementaire visant à introduire le suffrage féminin — l'organisation commence de plus en plus à utiliser l'action directe militante pour faire campagne pour le droit de vote des femmes au Royaume-Uni,,. Selon l'historienne Caroline Morrell, à partir de 1905, « le modèle de base des activités de la WSPU au cours des prochaines années a été établi - tactiques militantes pré-planifiées, emprisonnement revendiqué comme martyre, publicité et augmentation du nombre de membres et de fonds ».
À partir de 1906, les membres de la WSPU adoptent le nom de suffragettes, pour se différencier des suffragistes du National Union of Women's Suffrage Societies, qui utilisent des méthodes constitutionnelles dans leur campagne pour le vote,,. À partir de 1907, les manifestations de la WSPU sont confrontées à une violence policière croissante. Sylvia Pankhurst, la fille d'Emmeline et membre de la WSPU, décrit une manifestation à laquelle elle participe en février de cette année :

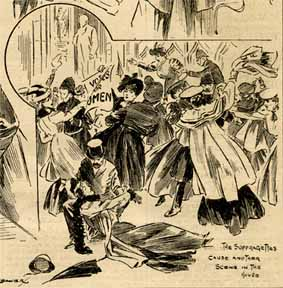
Illustration de The Graphic des suffragettes dans le hall central de la Chambre des communes, février 1907.

Le Parlement était gardé par une armée de policiers pour empêcher les femmes d'approcher de son enceinte sacrée. Les policiers avaient ordre de les chasser, en procédant le moins possible à des arrestations. Des cavaliers dispersèrent les marcheurs ; la police à pied les saisissaient par la nuque et les poussaient à bout de bras, les frappant dans le dos et les cognant avec leurs genoux à la manière policière approuvée. […] Celles qui se réfugiaient dans les portes étaient traînées dans les marches et jetées devant les chevaux, puis assaillies par des policiers et battues à nouveau. […] À mesure que la nuit avançait, la violence augmentait. Enfin cinquante-quatre femmes et deux hommes avaient été arrêtés. 
Après une manifestation en juin 1908 au cours de laquelle « des voyous apparaissent, des gangs organisés, qui traitent les femmes avec toutes sortes d'indignités », Sylvia Pankhurst se plaint que « les abus de la police et des voyous sont plus grands que nous n'en avons jusqu'alors expérimenté ». Pendant une manifestation en juin de 1909 une délégation essaye de forcer une réunion avec le Premier ministre H.H. Asquith ; 3 000 policiers assurent une sécurité renforcée pour empêcher les femmes d'entrer au parlement, arrêtant 108 femmes et 14 hommes,. À la suite de la violence policière utilisée à cette occasion, la WSPU commence à passer à une stratégie de bris de vitres plutôt que de tenter de se précipiter au parlement. Sylvia Pankhurst argumente que « Puisque nous devons aller en prison pour obtenir le vote, que ce soit les fenêtres du gouvernement, pas les corps des femmes qui soient brisés »,.

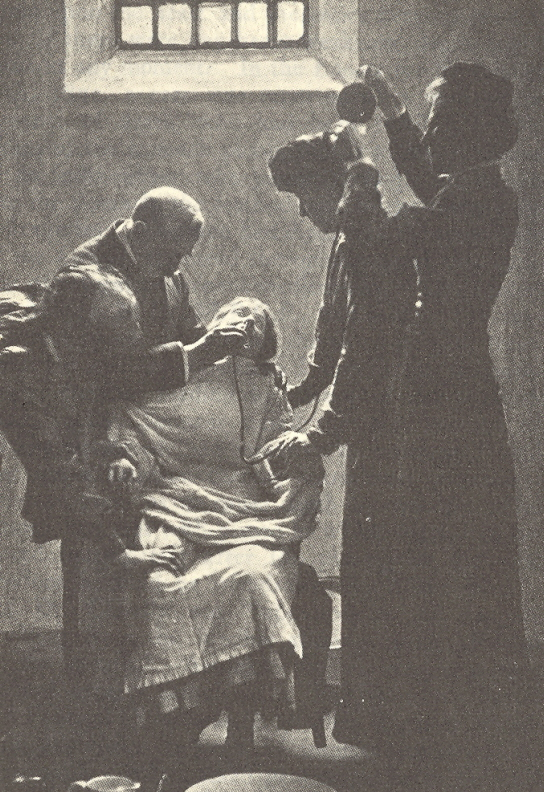
Une suffragette nourrie de force à la prison de Holloway, vers 1911.

Lors d'une manifestation en octobre 1909 — au cours de laquelle la WSPU tente de nouveau de se précipiter au parlement — dix manifestantes sont emmenées à l'hôpital. Les suffragettes ne se plaignent pas de la montée des violences policières. Constance Lytton écrit que « le mot a circulé que nous devions dissimuler du mieux que nous pouvions, nos diverses blessures. Cela ne faisait pas partie de notre politique de causer des ennuis à la police ». Le niveau de violence dans l'action des suffragettes augmente tout au long de 1909 : des briques sont jetées aux fenêtres des réunions du Parti libéral ; Asquith est attaqué alors qu'il quitte l'église; et des tuiles sont lancées sur la police lorsqu'un autre rassemblement politique est interrompu. L'opinion publique se retourne contre la tactique et, selon Caroline Morrell, le gouvernement profite de l'évolution du sentiment public pour introduire des mesures plus fortes. Ainsi, en octobre 1909, Herbert Gladstone, le ministre de l'Intérieur, ordonne que toutes les prisonnières en grève de la faim soient nourries de force.

### Situation politique

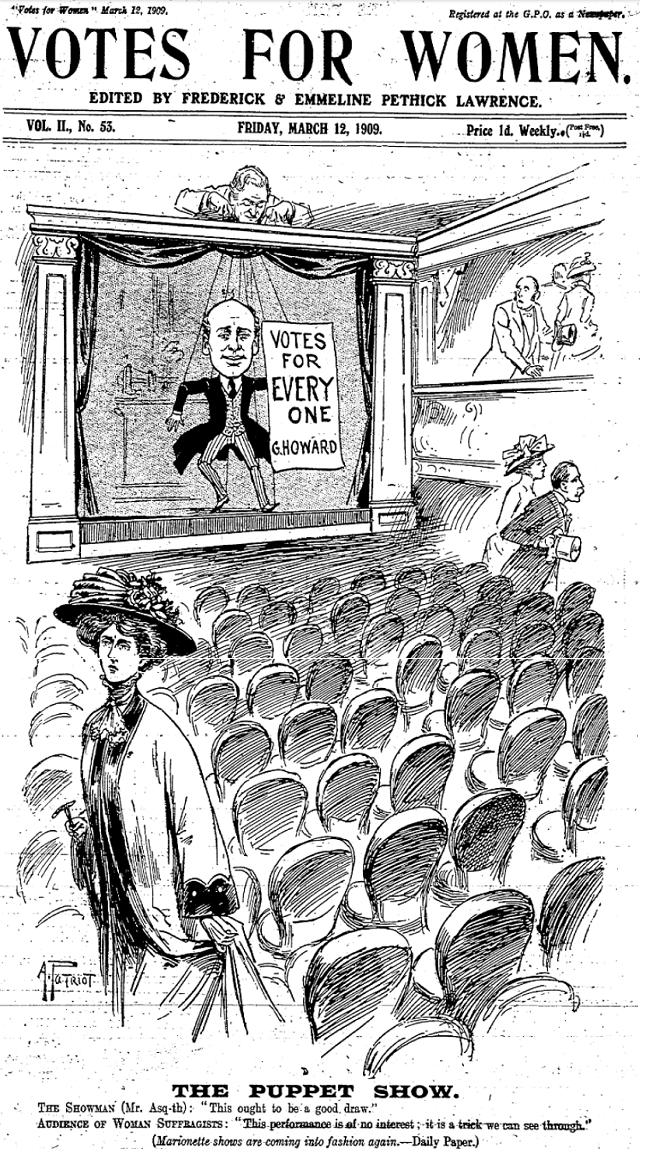
Première page de Votes for Women montrant une caricature d'Asquith offrant un suffrage plus large, une proposition dédaigné par les suffragettes.

Le gouvernement libéral élu en 1905 (en) est un gouvernement réformateur qui présente des lois pour lutter contre la pauvreté, s'occuper du chômage et établir des pensions. La Chambre des lords, dominée par le Parti conservateur, entrave une grande partie de la législation,. En 1909, le chancelier de l'Échiquier, David Lloyd George, introduit le soi-disant budget du peuple, qui a l'intention exprimée de redistribuer la richesse parmi la population. Ce budget est voté par la Chambre des Communes, mais rejeté par les Lords. En conséquence, le 3 décembre 1909, Asquith convoque des élections générales pour la nouvelle année afin d'obtenir un nouveau mandat pour légiférer,. Dans le cadre de la campagne pour les élections de janvier 1910, Asquith — un anti-suffragiste connu — annonce que s'il est réélu, il proposera un projet de loi de conciliation (en) pour introduire une mesure de suffrage féminin. La proposition est rejetée par les militants pour le droit de vote comme étant peu susceptible de se matérialiser. L'élection produit un parlement suspendu : alors que les Libéraux remportent le plus grand nombre de sièges, ils n'ont que deux députés de plus que le Parti conservateur. Asquith est en mesure de former un gouvernement avec le soutien du Irish Parliamentary Party,.
Le 31 janvier 1910, en réponse à la déclaration d'Asquith, Pankhurst annonce que la WSPU mettra en pause toute activité militante et se concentrera uniquement sur les activités constitutionnelles. Pendant six mois, le mouvement suffragiste mène une campagne de propagande, organisant des marches et des réunions, et les conseils locaux adoptent des résolutions soutenant le projet de loi. Lorsque le nouveau Parlement se réunit, un comité de conciliation interpartis de députés en faveur du suffrage féminin est formé sous la présidence de Lord Lytton, le frère de Lady Constance Bulwer-Lytton,,. Ils proposent une législation qui émanciperait les femmes au foyer et les femmes qui occupent des locaux commerciaux ; le projet de loi est basé sur les lois de franchise existantes pour les élections des gouvernements locaux, en vertu desquelles certaines femmes pouvaient voter depuis 1870,. La mesure ajouterait environ un million de femmes au droit de vote ; il est limité à un nombre relativement faible pour rendre le projet de loi aussi acceptable que possible pour les députés, pour la plupart conservateurs. Bien que la WSPU pense que la portée du projet de loi est trop étroite — elle exclut les femmes locataires et la plupart des épouses et des femmes de la classe ouvrière — elle l'accepte comme une étape importante,.
Le projet de loi sur la conciliation est présenté au Parlement en tant que projet de loi d'initiative parlementaire (en) le 14 juin 1910,. La question du droit de vote des femmes est source de division au sein du Cabinet et le projet de loi est discuté lors de trois réunions distinctes. Lors d'une réunion du Cabinet le 23 juin, Asquith déclare qu'il lui permettra de passer à l'étape de la deuxième lecture, mais qu'aucun autre temps parlementaire ne lui sera alloué et qu'il échouera donc. Près de 200 députés signent un mémorandum à Asquith demandant du temps parlementaire supplémentaire pour débattre de la législation, mais il refuse. Le projet de loi passe en deuxième lecture les 11 et 12 juillet, et est adopté par 299 voix contre 189. Churchill et Lloyd George votent tous deux contre la mesure ; Churchill la qualifie d'« anti-démocratique ». À la fin du mois, le Parlement est prorogé jusqu'en novembre. La WSPU décide d'attendre que le Parlement se réunisse de nouveau avant de décider s'ils doivent revenir à l'action militante. Ils décident en outre que si aucun temps parlementaire supplémentaire n'est accordé au projet de loi sur la conciliation, Christabel Pankhurst conduira une délégation au Parlement, exigera que le projet de loi soit promulgué et refusera de partir tant que cela ne sera pas exécuté. Le 12 novembre, le parlementaire libéral, Sir Edward Grey, annonce qu'il n'y aura plus de temps parlementaire accordé à la législation de conciliation cette année-là. La WSPU annonce qu'en signe de protestation, elle entreprendra une manifestation militante devant le Parlement lors de sa reprise le 18 novembre.

## 18 novembre 1910

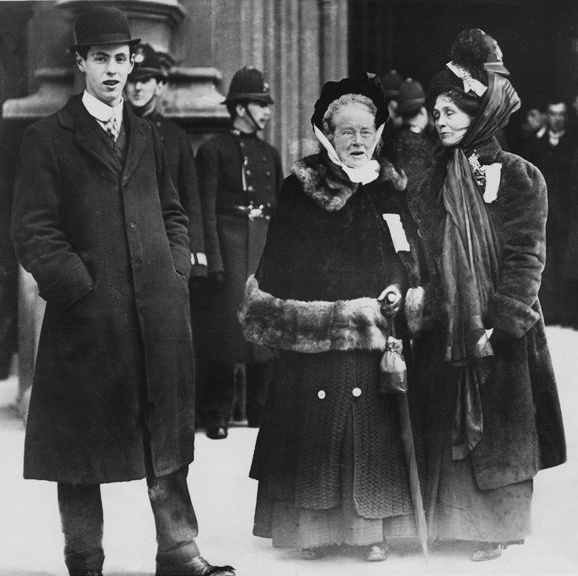
Elizabeth Garrett Anderson et Emmeline Pankhurst au Parlement le Black Friday.

Le 18 novembre 1910, pour tenter de résoudre l'impasse parlementaire résultant du veto de la Chambre des lords sur la législation des Communes, Asquith convoque des élections générales et déclare que le parlement sera dissous le 28 novembre ; le temps restant doit être consacré aux affaires officielles du gouvernement. Il ne fait pas référence au projet de loi sur la conciliation. À midi le même jour, la WSPU tient un rassemblement à Caxton Hall, Westminster. L'événement est largement médiatisé et la presse nationale est prête pour la manifestation attendue plus tard dans la journée. De Caxton Hall, environ 300 membres — divisés en groupes de dix à douze par l'organisatrice de la WSPU Flora Drummond — marchent vers le parlement pour adresser directement une pétition à Asquith,,. La délégation est dirigée par Emmeline Pankhurst. Les délégués du groupe principal comprennent Elizabeth Garrett Anderson, Louisa Garrett Anderson, Hertha Ayrton et la princesse Sophia Duleep Singh,. Le premier groupe arrive à l'entrée St Stephen à 13h20. Elles sont emmenées au bureau d'Asquith où son secrétaire privé les informe que le Premier ministre refuse de les voir. Elles sont reconduites à l'entrée St Stephen, d'où elles peuvent regarder la manifestation.
Les précédentes manifestations au Parlement ont été surveillées par la Division A locale, qui comprend la nature des manifestations et a réussi à surmonter les tactiques de la WSPU sans recours excessif à la violence. Sylvia Pankhurst écrit que « pendant nos conflits avec la Division A, ils ont progressivement appris à nous connaître et à comprendre nos buts et objectifs, et pour cette raison, tout en obéissant à leurs ordres, ils en sont venus à traiter les femmes, autant que possible, avec courtoisie et considération ». Le jour de la manifestation, des policiers sont mobilisés depuis Whitechapel et l'East End ; ces hommes sont inexpérimentés dans la surveillance des suffragettes,. Sophia van Wingerden, dans son histoire du mouvement pour le suffrage féminin, écrit que « les récits divergents de l'événement de ce jour-là rendent difficile l'établissement de la vérité sur ce qui s'est passé » ; Caroline Morrell observe également que le gouvernement, la presse et les manifestants fournissent des récits très divergents.

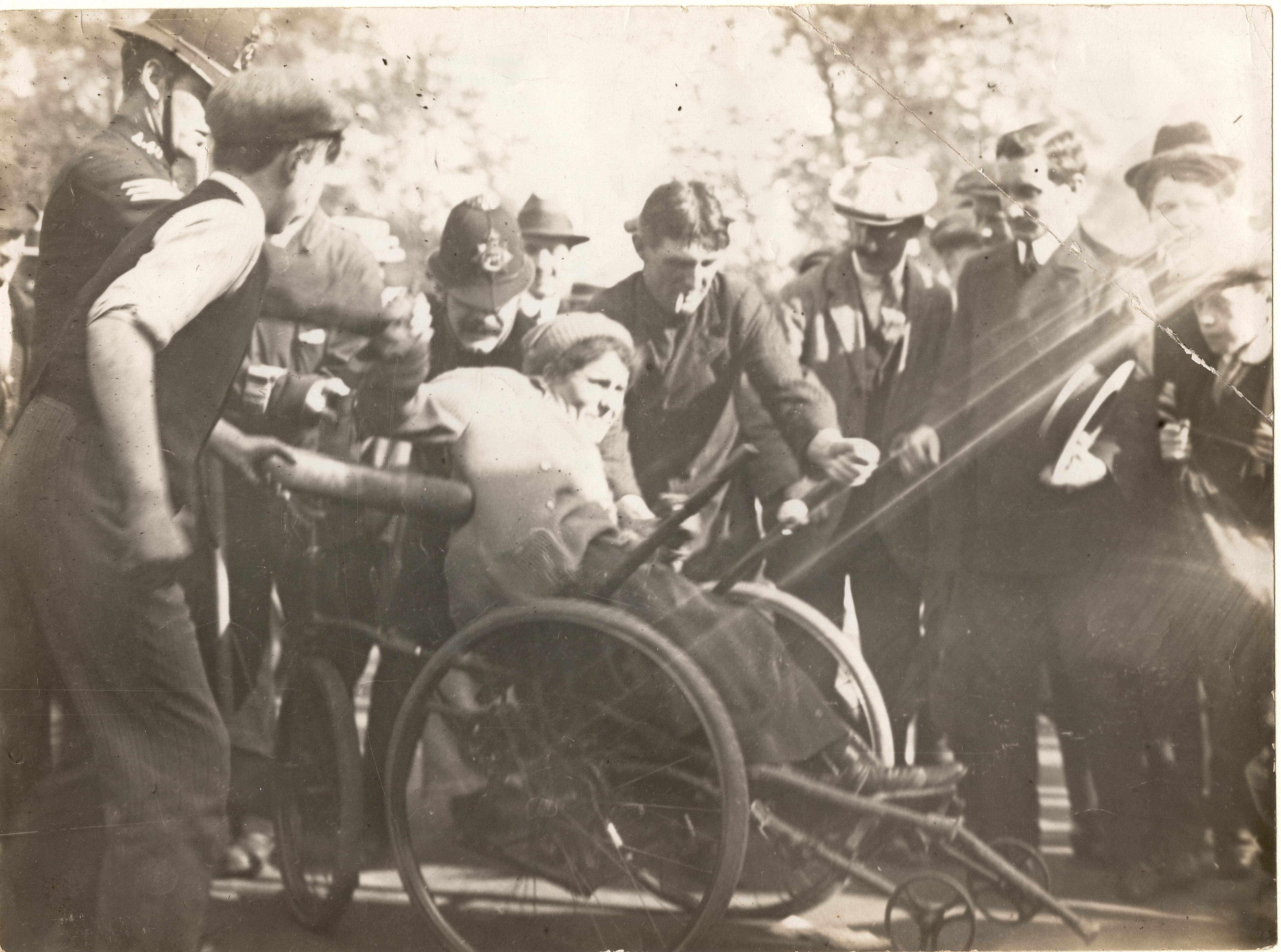
Rosa May Billinghurst, une suffragette handicapée, qui est présente au Black Friday.

Des groupes s'approchant de Parliament Square sont accueillis à l'entrée de l'Abbaye de Westminster par des groupes de passants, qui malmènent les femmes. En passant devant les hommes, les suffragettes sont accueillies par des rangées de policiers qui, au lieu de les arrêter, les soumettent à des violences et des insultes, dont une grande partie est de nature sexuelle. La manifestation dure six heures ; la police frappe les femmes qui tentent d'entrer au parlement, puis les jette dans la foule des spectateurs, où elles sont soumises à de nouvelles agressions,,,. Beaucoup de suffragettes considèrent qu'un certain nombre de policiers en civil font partie de leurs agresseurs. Caxton Hall est utilisé tout au long de la journée comme poste médical pour les suffragettes blessées lors de la manifestation. Sylvia Pankhurst note que « Nous avons vu les femmes sortir et revenir épuisées, avec des yeux noirs, des saignements de nez, des ecchymoses, des entorses et des luxations. Le cri a circulé : « Faites attention ; ils traînent les femmes dans les rues latérales ! Nous savions que cela signifiait toujours plus de maltraitance ». L'une des personnes emmenées dans une rue latérale est Rosa May Billinghurst, une suffragette handicapée qui manifestait en fauteuil roulant. La police la pousse sur une route secondaire, l'agresse et vole les valves des roues, la laissant bloquée. L'historien Harold Smith écrit : « Il est apparu aux témoins ainsi qu'aux victimes que la police a intentionnellement tenté de soumettre les femmes à une humiliation sexuelle dans un cadre public pour leur donner une leçon ».

## Jours suivants
Le 18 novembre, 4 hommes et 115 femmes sont arrêtés,. Le lendemain matin, lorsque les personnes arrêtées sont amenées au tribunal de police de Bow Street, l'accusation déclare que Winston Churchill, le ministre de l'Intérieur, a décidé que, pour des raisons d'ordre public, « à cette occasion, aucun avantage public ne serait gagné en poursuivant les poursuites » ; toutes les accusations sont abandonnées. Katherine E. Kelly, dans son examen de la manière dont les médias rendent compte du mouvement suffragiste au début du XXe siècle, considère qu'en abandonnant les charges contre les manifestants, Churchill a mis en œuvre « une contrepartie tacite ... [dans laquelle] il refuse d'enquêter sur les accusations de brutalités policières »,. Le 22 novembre, Asquith annonce que si les libéraux sont reconduits au pouvoir lors des prochaines élections, il y aura du temps parlementaire pour qu'un projet de loi de conciliation soit présenté au parlement. La WSPU est furieuse que sa promesse soit pour le prochain parlement, plutôt que pour la prochaine session, et 200 suffragettes défilent (en) sur Downing Street, où des échauffourées éclatent avec la police ; 159 femmes et 3 hommes sont arrêtés. Le lendemain, une autre marche vers le Parlement est confrontée à une présence policière et 18 manifestants sont arrêtés. Les accusations portées contre de nombreuses personnes arrêtées le 22 et 23 novembre sont ensuite abandonnés,.

## Réactions

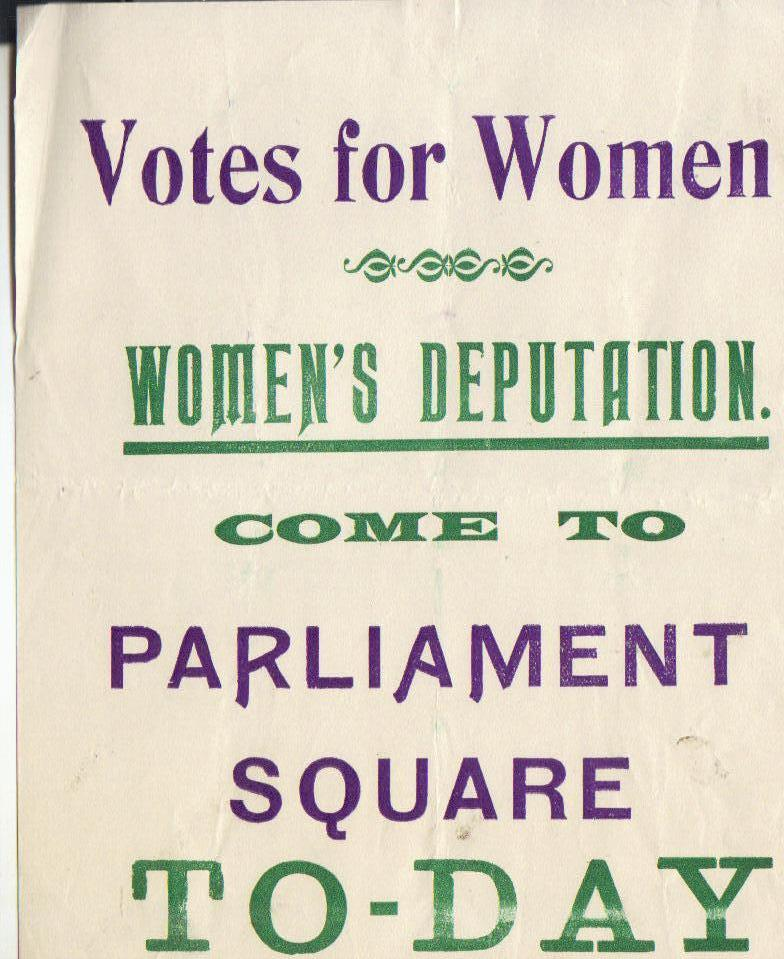
Dépliant de la Women's Social and Political Union annonçant la manifestation.

Le 19 novembre 1910, les journaux relatent les événements de la veille. Selon Caroline Morrell, ils « s'abstiennent presque à l'unanimité de toute mention de brutalité policière », et se concentrent plutôt sur le comportement des suffragettes. Le Daily Mirror montre ce jour-là en première page une grande photographie d'une suffragette au sol, ayant été frappée par un policier lors du Black Friday ; la photographie représente probablement Ada Wright,,. Le rédacteur artistique du journal a transmis la photographie au commissaire de la police métropolitaine pour commentaires. Celui-ci tente d'abord d'expliquer la situation en disant que la femme s'est effondrée d'épuisement,. L'image est également publiée dans Votes for Women, The Manchester Guardian et le Daily Express.
Caroline Morrell observe que là où les journaux expriment leur sympathie, celle-ci est dirigée vers les policiers. Ainsi, The Times rapporte que « plusieurs policiers ont leur casque arraché dans l'exercice de leurs fonctions, un est handicapé par un coup de pied à la cheville, un est coupé au visage par une ceinture et un a des coupures à la main ». Le Daily Mirror écrit que « la police a fait preuve d'un grand sang-froid et de tact tout au long et a évité de procéder à des arrestations, mais comme d'habitude, de nombreuses suffragettes ont refusé de se calmer jusqu'à ce qu'elles soient arrêtées […] lors d'une bagarre, un gendarme a été blessé et a dû être emmené en boitant par deux collègues ». Les références aux suffragettes sont dans des tons de désapprobation pour leurs actions; après que Churchill décide de ne pas poursuivre les suffragettes, certains journaux critiquent sa décision.
Le 3 mars, Georgiana Solomon — une suffragette qui a participé à la manifestation — écrit au Times pour dire que la police l'a agressée. Elle a été clouée au lit après leur maltraitance et n'a pas pu porter plainte à l'époque. Au lieu de cela, elle a écrit à Churchill le 17 décembre avec une déclaration complète de ce qu'elle a subi et des actions dont elle a été témoin contre d'autres. Elle a reçu un accusé de réception officiel, mais aucune autre lettre du gouvernement sur les événements. Sa lettre à Churchill a été publiée dans son intégralité dans le journal des suffragettes Votes for Women,,.
La direction de la WSPU est convaincue que Churchill a donné l'ordre à la police de malmener les femmes, plutôt que de les arrêter rapidement. Churchill nie l'accusation à la Chambre des communes et est tellement en colère qu'il envisage de poursuivre Christabel Pankhurst et le Times, qui ont rapporté l'accusation, pour diffamation,. L'édition du 25 novembre 1910 de Votes for Women déclare que « les ordres du ministre de l'Intérieur sont, apparemment, que la police soit présente à la fois en uniforme et dans la foule et que les femmes soient jetées de l'un à l'autre ». Dans sa biographie d'Emmeline Pankhurst, June Purvis écrit que la police a suivi les ordres de Churchill de s'abstenir de procéder à des arrestations ; l'historien Andrew Rosen considère que Churchill n'a donné aucun ordre de malmener les manifestantes à la police.

### Rapport Murray et Brailsford

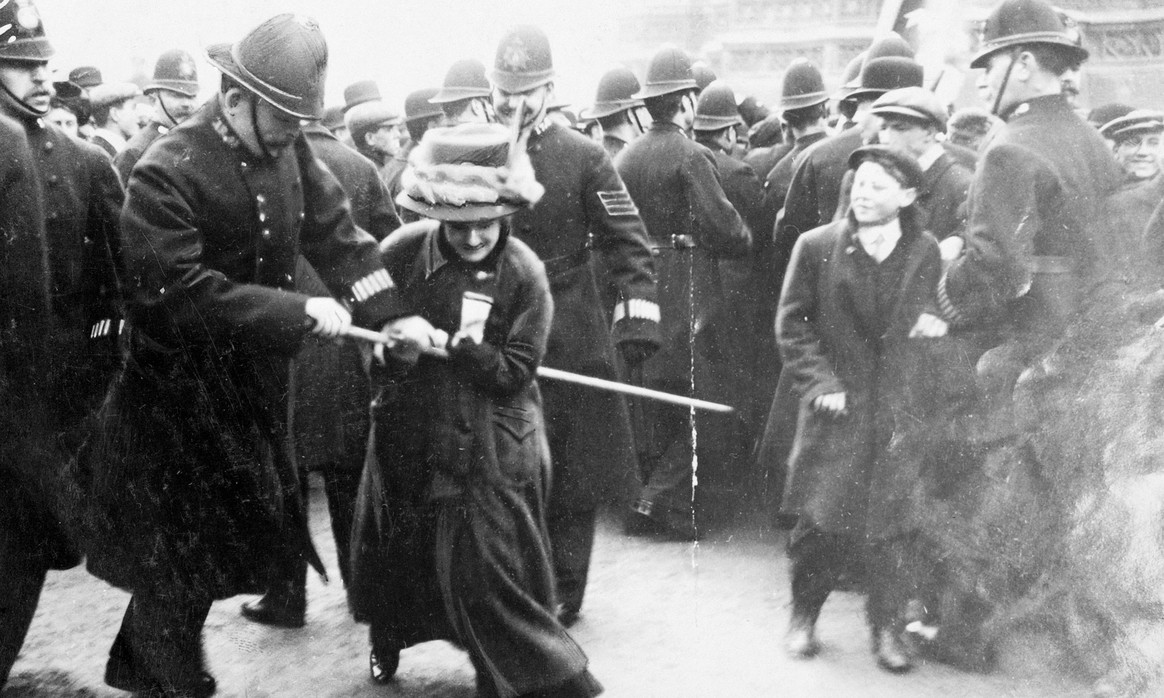
Un policier tente de s'emparer d'une banderole d'une suffragette lors du Black Friday.

Lorsque les membres du comité de conciliation entendent les récits des mauvais traitements infligés aux manifestants, ils exigent une enquête publique, qui est rejetée par Churchill. Le secrétaire du comité – le journaliste Henry Brailsford (en) – et la médecin et psychothérapeute Jessie Murray recueillent 135 déclarations de manifestantes, dont presque toutes décrivent des actes de violence contre les femmes ; 29 des déclarations comprennent également des détails sur la violence, qui mentionnent notamment des attaques indécentes,. Le mémorandum qu'ils publient résume leurs conclusions :
L'action dont on se plaint le plus souvent est diversement décrite comme tortiller, pincer, visser, pincer ou tordre le sein. Cela se faisait souvent de la manière la plus publique afin d'infliger la plus grande humiliation. C'était non seulement une offense à la décence, mais causait dans de nombreux cas une douleur intense […] Le langage utilisé par certains policiers lors de l'exécution de cette action prouve qu'elle était consciemment sexuelle.
Une femme, qui se fait appeler Miss H., déclare : « un policier […] passe son bras autour de moi et saisit mon sein gauche, le pinçant et le tordant très douloureusement, en disant en même temps : "Cela fait longtemps que tu le veux, n'est-ce pas" ». La suffragette américaine Elisabeth Freeman rapporte qu'un policier lui a saisi la cuisse. Elle déclare : « J'ai exigé qu'il cesse de faire une telle action odieuse à une femme. Il dit : « Oh, ma vieille, je peux te saisir où je veux aujourd'hui » ; et un autre dit « le policier qui essaye de me déplacer le fait en poussant ses genoux entre moi par derrière, avec l'intention délibérée d'agresser mon sexe ».

Le 2 février 1911, le mémorandum préparé par Murray et Brailsford est présenté au Bureau de l'Intérieur, accompagné d'une demande officielle d'enquête publique. Churchill refuse de nouveau. Le 1er mars, en réponse à une question au Parlement, il informe la Chambre des communes que le mémorandum :
contient un grand nombre d'accusations d'inconduite criminelle portées contre la police qui, si elles étaient fondées, auraient dû être portées à l'époque et non après un laps de temps de trois mois. […] J'ai interrogé le commissaire [de la police métropolitaine] au sujet de certaines déclarations générales incluses dans le mémorandum et je les trouve dénuées de fondement. Il n'y a aucune vérité dans l'affirmation selon laquelle la police avait des instructions qui l'ont amenée à terroriser et à maltraiter les femmes. Au contraire, le surintendant responsable leur a fait comprendre que, puisqu'ils auraient affaire à des femmes, ils devaient agir avec retenue et modération, en n'utilisant pas plus de force que nécessaire, et en gardant envers toute provocation qu'ils pourraient recevoir, leur sang-froid.

## Impact

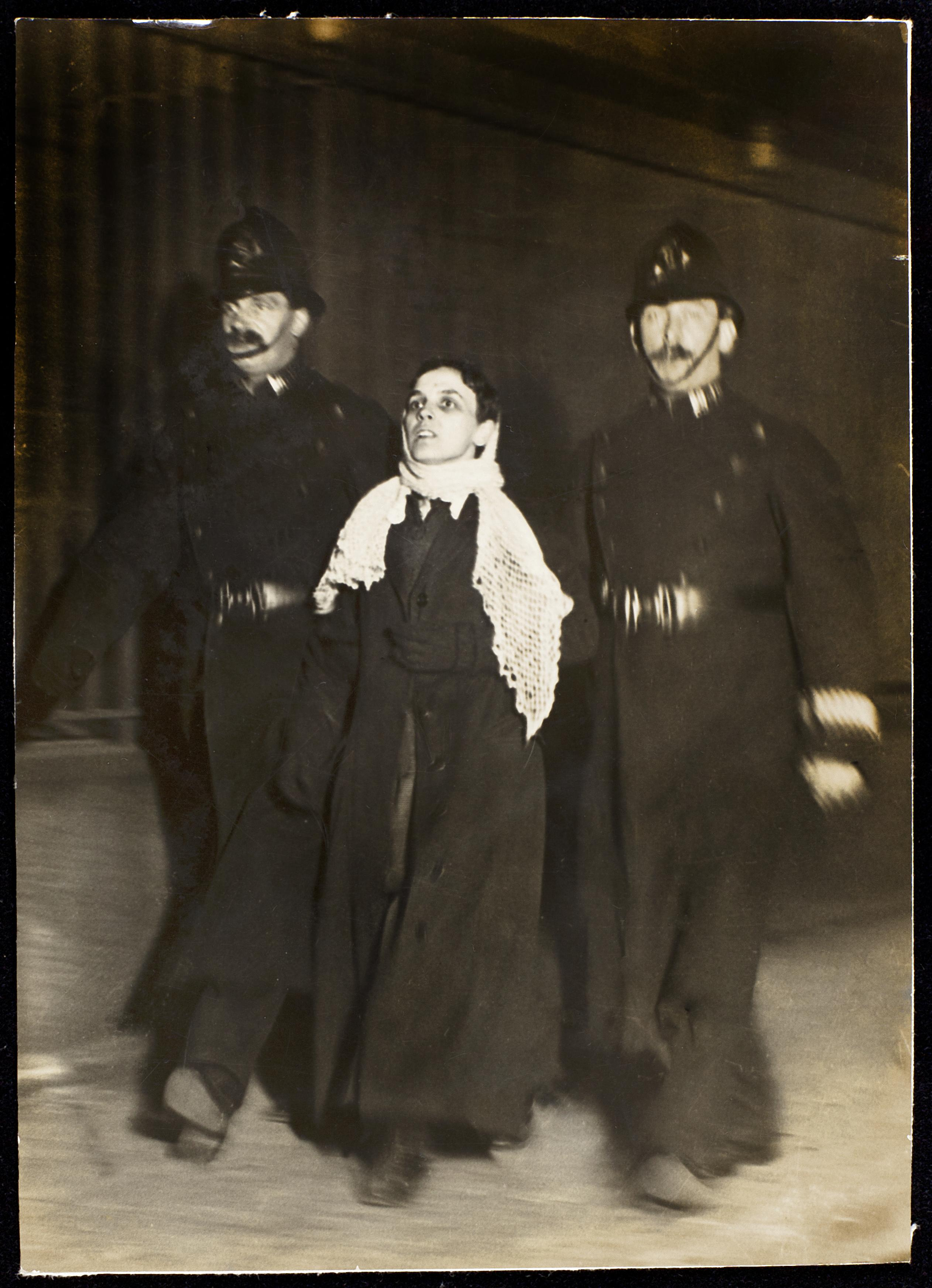
Arrestation d'une suffragette lors du Black Friday.

La mort de deux suffragettes est attribuée au traitement qu'elles ont reçu le Black Friday. Mary Jane Clarke (en), la sœur cadette d'Emmeline Pankhurst, est présente à la fois au Black Friday et à la manifestation de Downing Street le 22 novembre. Après un mois de prison pour avoir brisé des vitres à Downing Street, elle est libérée le 23 décembre et meurt le jour de Noël d'une hémorragie cérébrale à l'âge de 48 ans. Emmeline Pankhurst impute la mort de sa sœur aux mauvais traitements infligés lors des deux manifestations de novembre,. Murray et Brailsford écrivent que « nous n'avons aucune preuve qui relie directement la mort de Mrs Clarke » aux manifestations. La deuxième victime, morte selon la WSPU des suites de mauvais traitements, est Henria Leech Williams (en). Celle-ci témoigne auprès de Brailsford et Murray qu'« un policier après m'avoir frappée pendant un temps considérable, m'a finalement saisie avec ses grandes mains fortes comme du fer juste au-dessus de mon cœur. […] Je savais qu'à moins de faire un gros effort […] il me tuerait ». Henria Williams meurt d'une crise cardiaque le 1er janvier 1911 ; Murray et Brailsford écrivent qu'« il existe des preuves montrant que Miss Henria Williams […] a été traitée avec une grande brutalité, et était consciente à l'époque de l'effet sur son cœur, qui était fragile ». Son frère Llewellyn déclare plus tard qu'« elle a sciemment et volontairement raccourci ses jours en rendant des services aux femmes de la nation ».
Les événements survenus entre le 18  et le 25 novembre ont un impact sur les membres de la WSPU, dont beaucoup ne veulent plus participer aux manifestations. Les députations au parlement sont arrêtées tandis que les actions directes, telles que les jets de pierres et les bris de vitres, deviennent plus courantes ; Ces actions isolées permettent en effet aux femmes de s'échapper avant que la police ne puisse les arrêter,. L'historienne Elizabeth Crawford considère que les événements du Black Friday déterminent « l'image des relations entre les deux forces et marquent un tournant dans les relations entre le mouvement militant pour le suffrage et la police », elle identifie également un changement dans les tactiques utilisées par la police après le Black Friday. Sir Edward Troup (en), sous-secrétaire au ministère de l'Intérieur, écrit au commissaire de la police métropolitaine en janvier 1911 pour dire : « Je pense qu'il ne fait aucun doute que la solution la moins embarrassante sera pour la police de ne pas arrêter trop tôt ou différer trop longtemps l'arrestation », ce qui est devenu la procédure normale adoptée.
Le 17 novembre 2010, une veillée de commémoration pour le centenaire du Black Friday, intitulée « Souvenez-vous des suffragettes » se déroule à College Green, Parliament Square « en l'honneur de l'action directe ».